# Nowa Wieś Legnicka
Nowa Wieś Legnicka (niem. Neudorf) – wieś w Polsce położona w województwie dolnośląskim, w powiecie legnickim, w gminie Legnickie Pole.
W latach 1975–1998 miejscowość administracyjnie należała do województwa legnickiego.
Wieś przecina centralnie droga krajowa nr 3 (odcinek Legnica-Jawor). Przy granicy administracyjnej z Legnicą węzeł drogowy – skrzyżowanie DK 3 z autostradą A4. W północnej części znajduje się również centrum dystrybucyjne Lidl dla województw dolnośląskiego, opolskiego i lubuskiego
We wsi znajduje się była szkoła, obecnie świetlica wraz z biblioteką.

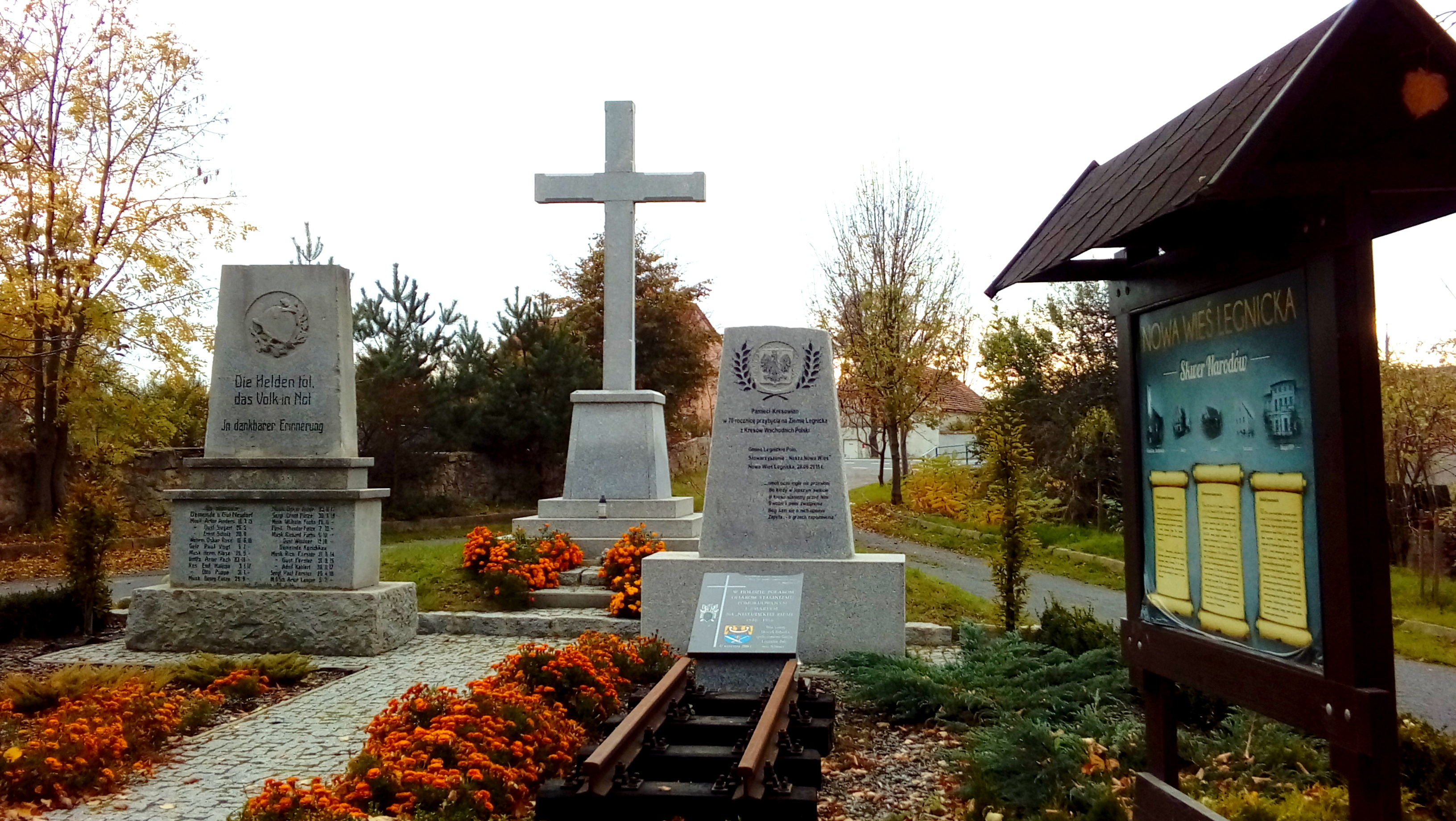
Skwer Narodów

W centralnej części wsi znajduje się Skwer Narodów, składający się z pomnika ofiar I wojny światowej (z 1923), pomnika pamięci kresowian (z 2015) oraz krzyża granitowego - symbol cierpienia, pojednania i zwycięstwa.

## Nazwa
W kronice łacińskiej Liber fundationis episcopatus Vratislaviensis (pol. Księga uposażeń biskupstwa wrocławskiego) spisanej za czasów biskupa Henryka z Wierzbna w latach 1295–1305 miejscowość wymieniona jest w zlatynizowanej formie Nova villa.

## Zabytki
Do wojewódzkiego rejestru zabytków wpisane są:
- kościół fil. pw. św. Bartłomieja, z XIV w., przebudowany w XVIII w.[9]
- cmentarz przykościelny; stary, poniemiecki[10]

inne zabytki:
- krzyż pokutny o niezachowanej historii; pochodzący prawdopodobnie z XVI wieku (ale nie ma co do daty pewności). Na nim wyraźnie widoczny jest rysunek miecza jakim dokonano zbrodni.

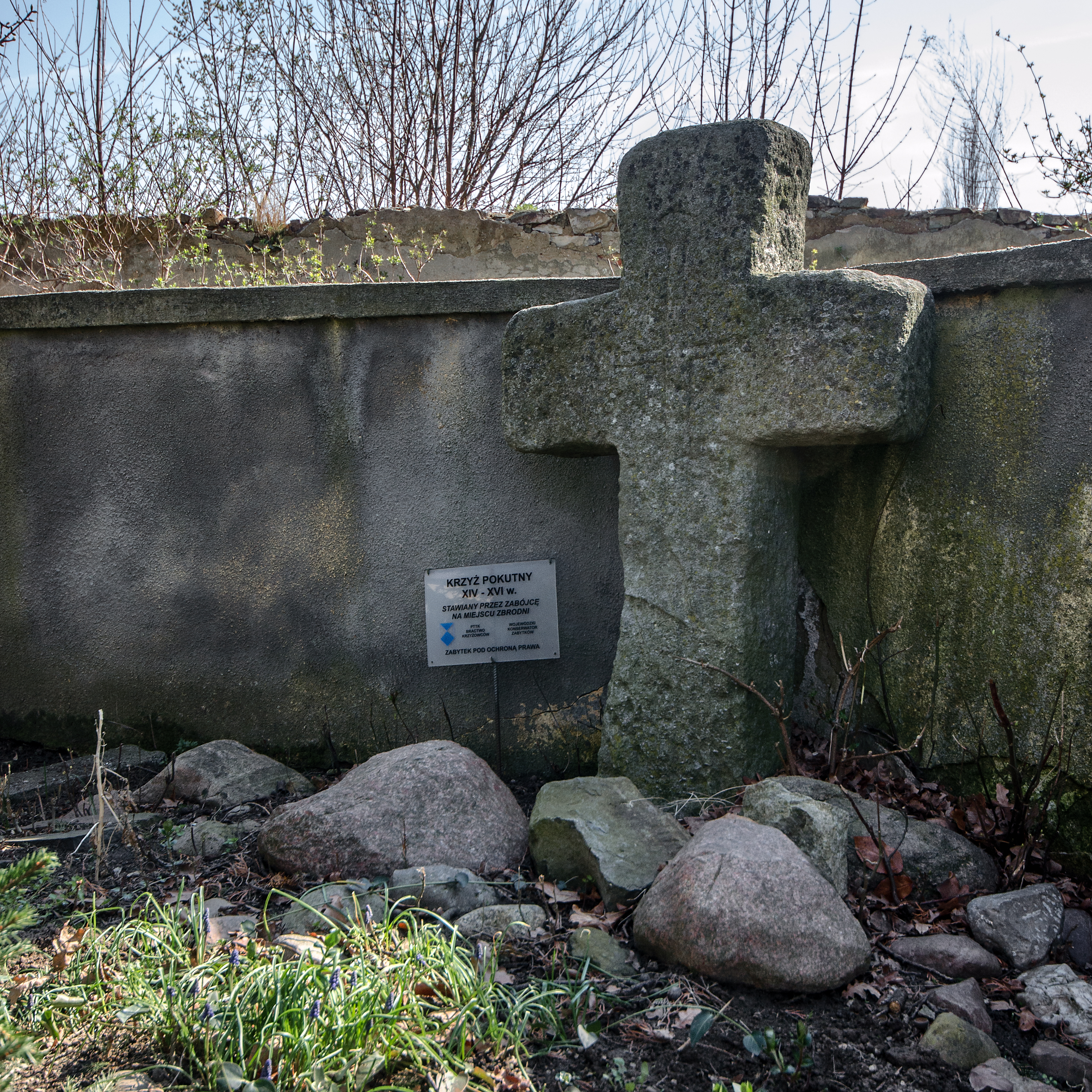
Krzyż pokutny na cmentarzu przykościelnym